# Ardisia campanensis
Ardisia campanensis är en viveväxtart som beskrevs av C.L. Lundell. Ardisia campanensis ingår i släktet Ardisia och familjen viveväxter. Inga underarter finns listade i Catalogue of Life.